# 広隆寺
広隆寺 （こうりゅうじ）は、京都市右京区太秦蜂岡町にある真言宗系単立の寺院。山号は蜂岡山。本尊は聖徳太子。蜂岡寺（はちおかでら）、秦公寺（はたのきみでら）、太秦寺などの別称があり、地名を冠して太秦広隆寺とも呼ばれる。渡来人系の氏族である秦氏の氏寺であり、平安京遷都以前から存在した京都府下最古の寺院である。国宝の弥勒菩薩半跏像を蔵することで知られ、聖徳太子信仰の寺でもある。毎年10月12日に行われる牛祭は京都三大奇祭として知られるが、現在は不定期開催となっている。

## 歴史

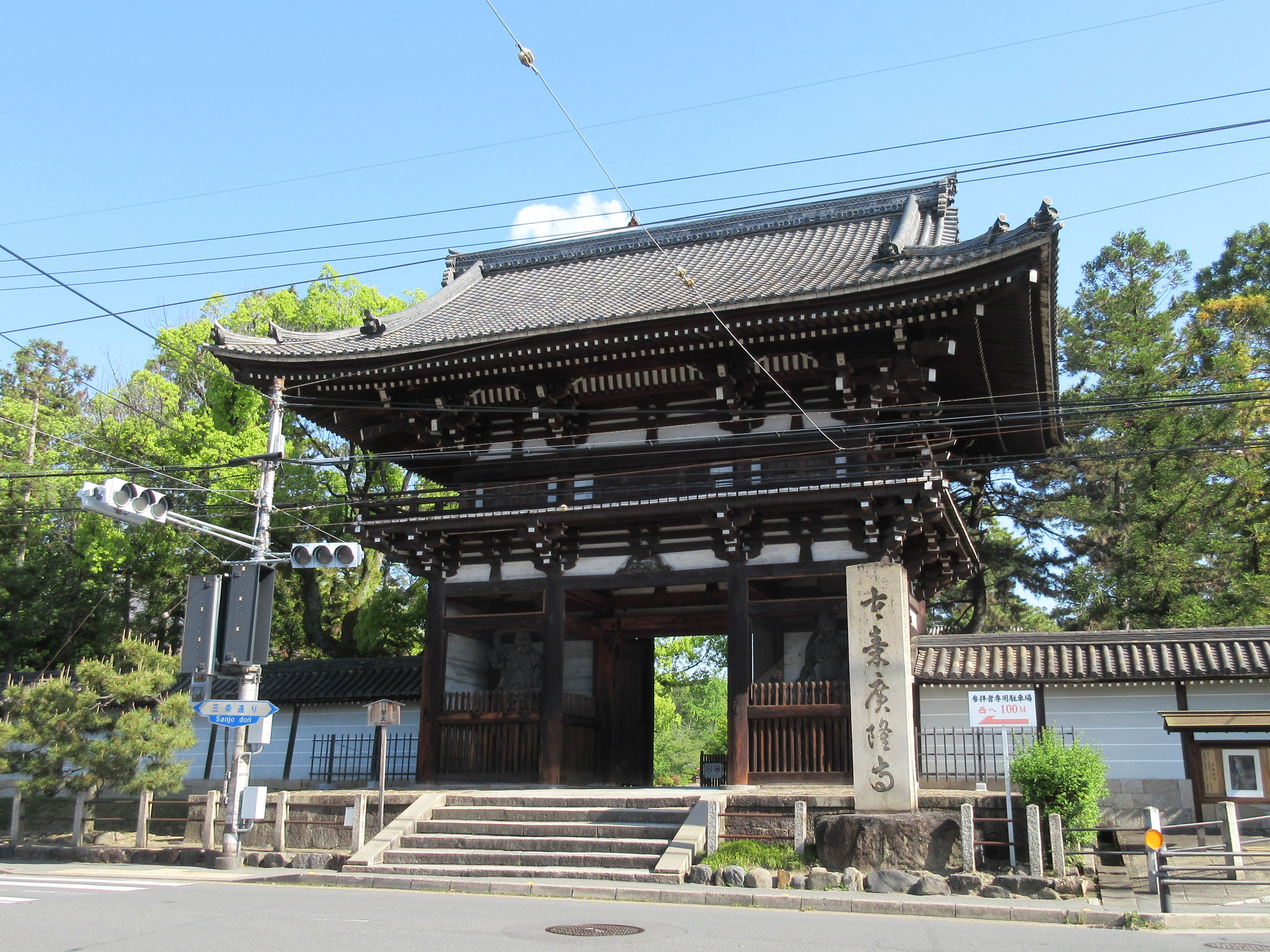
楼門

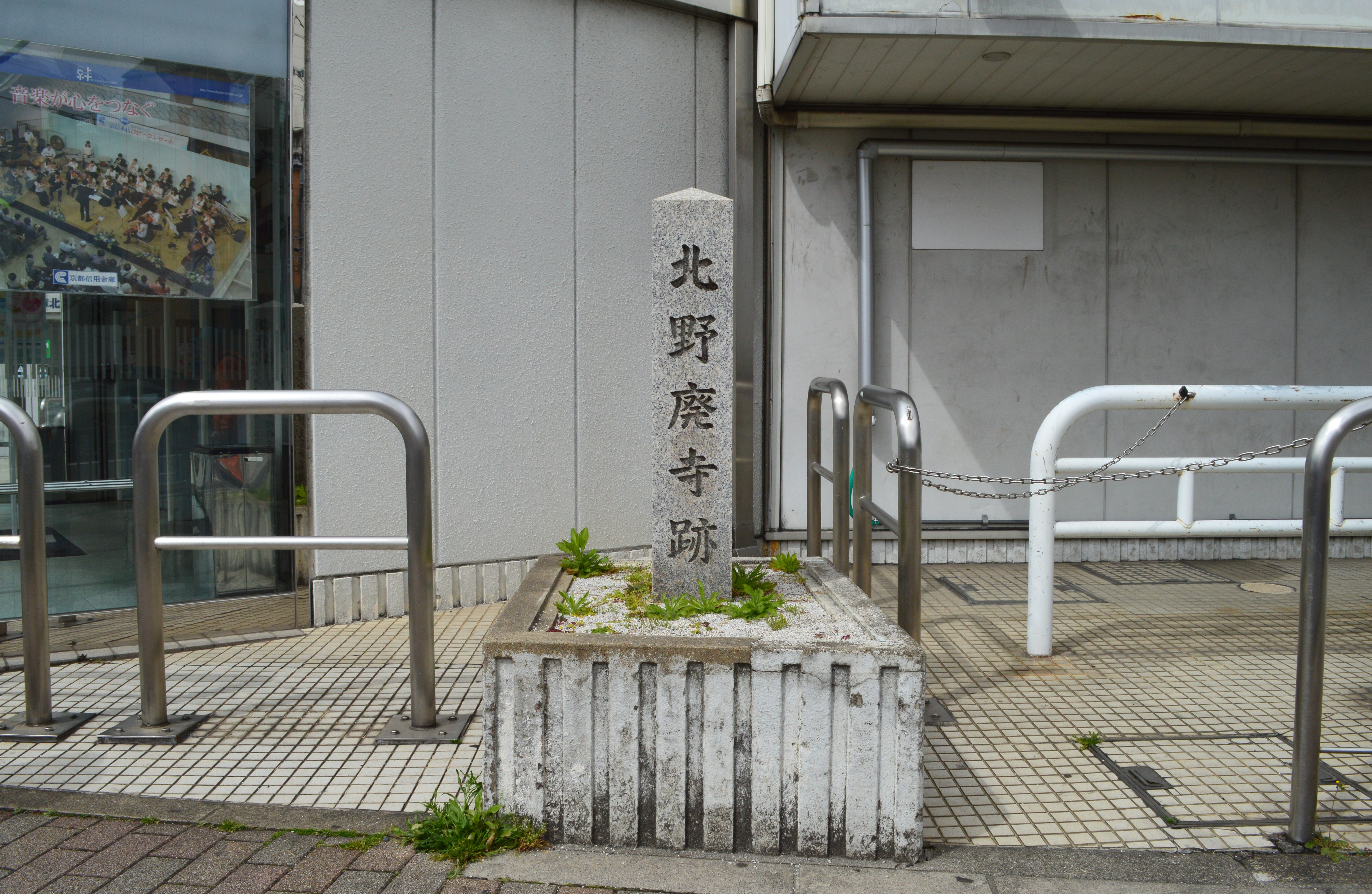
北野廃寺跡（京都市北区）

広隆寺は東映太秦映画村で有名な太秦に所在するが、創建当初からこの地にあったものかどうかは不明で、7世紀前半に今の京都市北区平野神社付近に創建され（後述のように北野廃寺跡に比定されている）、平安遷都前後に現在地に移転したという説が有力である。創建当初は弥勒菩薩を本尊としていたが、平安遷都前後からは薬師如来を本尊とする寺院となり、薬師信仰と共に聖徳太子信仰を中心とする寺院となった。現在の広隆寺の本堂にあたる上宮王院の本尊は聖徳太子像である。『上宮聖徳法王帝説』は蜂岡寺（広隆寺）を「太子建立七大寺」の一つに挙げている。
『日本書紀』などに広隆寺草創に関わる記述があり、秦河勝が建立した秦氏の氏寺であることは判明したが、弘仁9年（818年）の火災で古記録を失ったこともあり、明確にされていない点も多い。
秦河勝の祖となる秦氏は、秦（中国）から帰化した漢民族系の人々といわれ、葛野郡（現・京都市右京区南部・西京区あたり）を本拠とし、養蚕、機織、酒造、治水などの技術をもった一族であった。広隆寺の近くにある木嶋坐天照御魂神社（蚕の社）や、右京区梅津の梅宮大社、西京区嵐山の松尾大社（ともに酒造の神）も秦氏関係の神社といわれている。なお、広隆寺近隣には大酒神社があるが、明治時代の神仏分離政策に伴って、広隆寺境内から現社地へ遷座したものである。
『日本書紀』によれば、推古天皇11年（603年）に聖徳太子が「私のところに尊い仏像があるが、誰かこれを拝みたてまつる者はいるか」と諸臣に問うたところ、秦河勝がこの仏像を譲り受けて「蜂岡寺」を建てたという。一方、承和5年（838年）成立の『広隆寺縁起』（承和縁起）や寛平2年（890年）頃成立の『広隆寺資財交替実録帳』冒頭の縁起には、広隆寺は推古天皇30年（622年）、同年に死去した聖徳太子の供養のために建立されたとある。『日本書紀』と『広隆寺縁起』とでは創建年に関して20年近い開きがある。これについては、寺は603年に草創され、622年に至って完成したとする解釈と、603年に建てられた「蜂岡寺」と622年に建てられた別の寺院が後に合併したとする解釈とがある。
蜂岡寺の創建当初の所在地について、『承和縁起』には当初「九条河原里と荒見社里」にあったものが「五条荒蒔里」に移ったとある。確証はないが、7世紀前半の遺物を出土する京都市北区北野上白梅町（かみはくばいちょう）の北野廃寺跡が広隆寺（蜂岡寺）の旧地であり、平安京遷都と同時期に現在地の太秦へ移転（ないし2寺が合併）したとする説が有力である。
一方で、『聖徳太子伝暦』には太子の楓野別宮（かえでのべつぐう）を寺にしたとする別伝を載せる。推古天皇12年（604年）、聖徳太子はある夜の夢に楓の林に囲まれた霊地を見た。そこには大きな桂の枯木があり、そこに五百の羅漢が集まって読経していたという。太子が秦河勝にこのことを語ったところ、河勝はその霊地は自分の所領の葛野（かどの）であるという。河勝の案内で太子が葛野へ行ってみると、夢に見たような桂の枯木があり、そこに無数の蜂が集まって、その立てる音が太子の耳には尊い説法と聞こえた。太子はここに楓野別宮を営み、河勝に命じて一寺を建てさせたという。この説話は寺内の桂宮院（けいきゅういん、後述）の由来と関連して取り上げられる。
なお、広隆寺（蜂岡寺）が平安京遷都の際に移転した理由として、朝廷が寺院の施設を官寺として接収したからとする説もある。平安時代の国史に登場する常住寺もしくは野寺と呼ばれる官寺について、遷都直後に平安京内にあった唯一の既存の寺院である蜂岡寺を接収・再整備したものと考えられている。その背景として、平安京における東寺と西寺の建立が予定よりも大幅に遅れて、朝廷が必要とする仏事に対応できなかったからとされている。ただし、弘仁年間に東寺と西寺が整備されるとその役割は縮小していったと考えられている。
広隆寺は弘仁9年（818年）の火災で全焼し、創建当時の建物は残っていない。承和3年（836年）に広隆寺別当（住職）に就任した道昌（空海の弟子）は、焼失した堂塔や仏像の復興に努め、広隆寺中興の祖とされている。その後、久安6年（1150年）にも火災で全焼したが、この時は比較的短期間で復興し、永万元年（1165年）に諸堂の落慶供養が行われている。現存する講堂（重要文化財）は、中世以降の改造が甚だしいとはいえ、永万元年に完成した建物の後身と考えられている。
寺には貞観15年（873年）成立の『広隆寺縁起資財帳』（国宝）と、寛平2年（890年）頃の『広隆寺資財交替実録帳』（国宝）が伝わり、9世紀における広隆寺の堂宇や仏像、土地財産などの実態を知る手がかりとなる。『実録帳』は、『資財帳』の記載事項を十数年後に点検し、異動を記したものである。『資財帳』は巻頭の数十行が欠失しているが、『実録帳』の記載によってその欠落部分を補うことができる。
江戸時代に入ると、寛文3年（1663年）の霊元天皇の即位をきっかけに後水尾法皇によって制度化された「七大寺」の一つに加えられ、国家的な祈祷の一翼を担うことになった。
1995年（平成7年）1月17日に発生した阪神・淡路大震災では京都市でも震度5の強い揺れを観測した。この震災では、兵庫県の神戸・阪神地域や淡路島の被害が最も大きかったことで、大阪府や京都府などの他の近畿の各県はそれほど注目されなかったが、広隆寺でも像が折れるなどの被害を受けた。

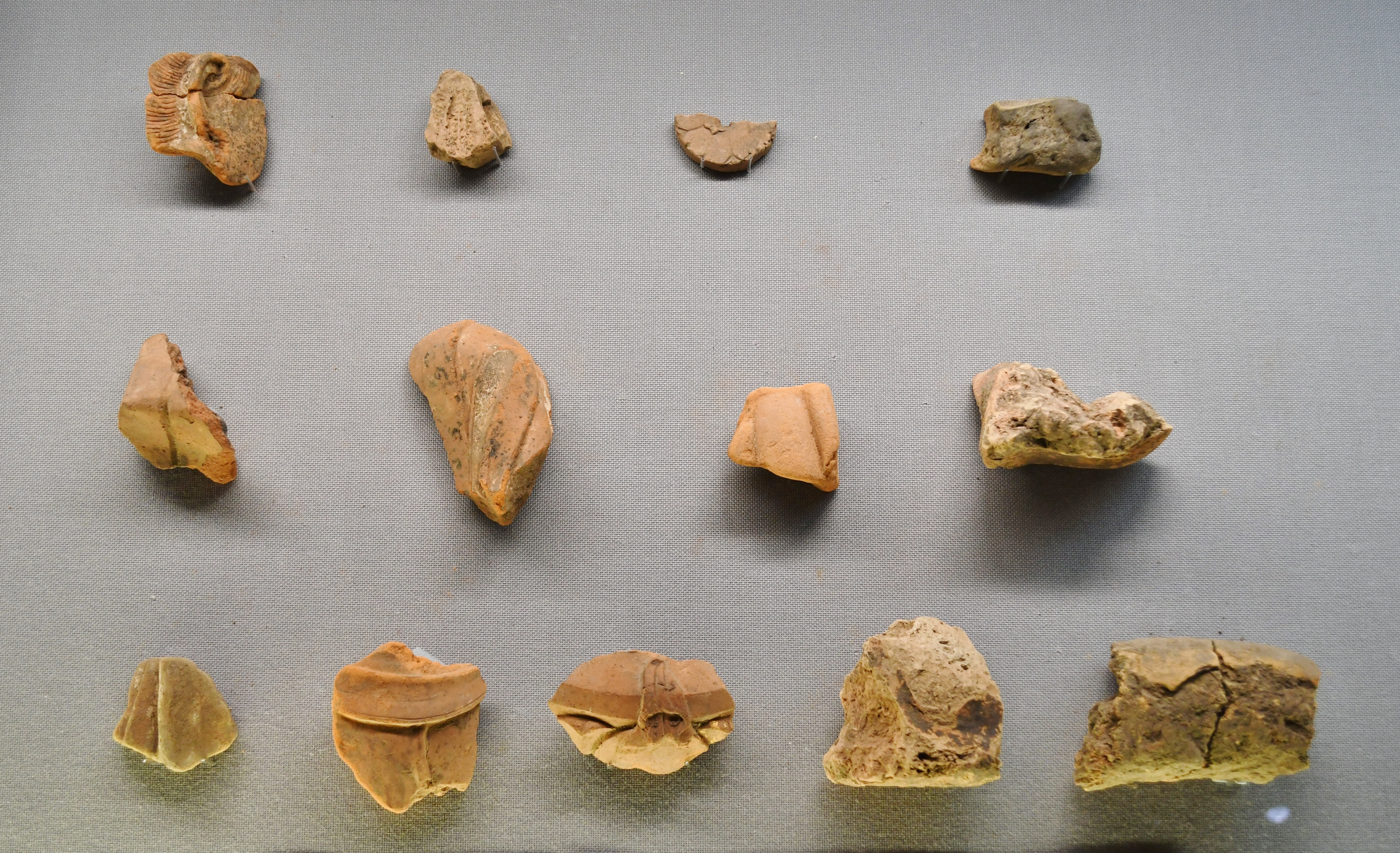
北野廃寺跡出土 塑像残片 東京国立博物館展示。
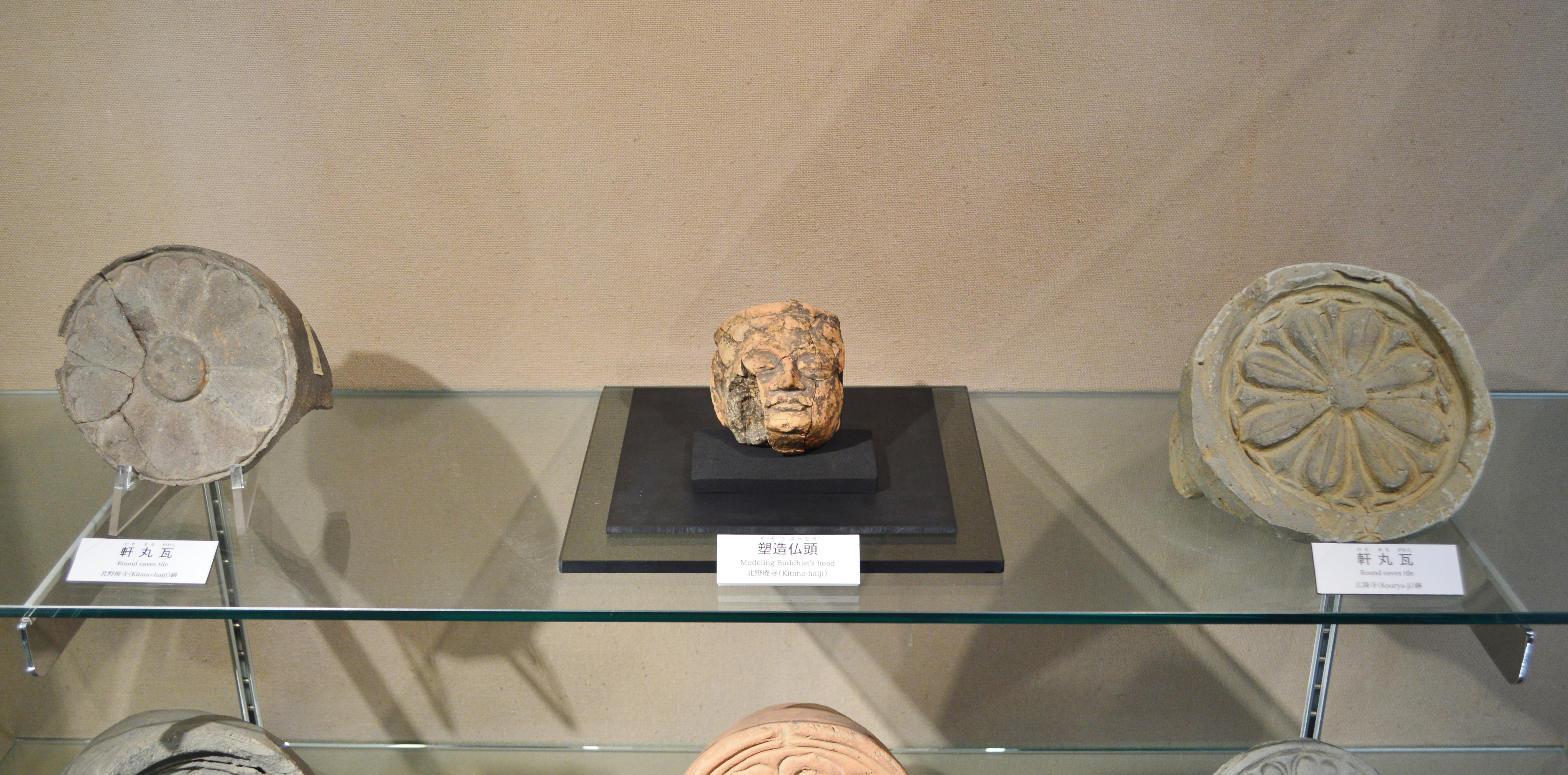
（左から）北野廃寺跡出土 軒丸瓦・塑造仏頭、広隆寺出土 軒丸瓦 京都市考古資料館展示。

### 弥勒菩薩像の由来
広隆寺には「宝冠弥勒」「宝髻（ほうけい）弥勒」と通称する2体の弥勒菩薩半跏像があり、ともに国宝に指定されている。宝冠弥勒像は日本の古代の仏像としては他に例のないアカマツ材である。一方の宝髻弥勒像は飛鳥時代の木彫像で一般に使われるクスノキ材である。
前述のとおり、『日本書紀』に推古天皇11年（603年）、秦河勝が聖徳太子から仏像を賜ったことが記されているが、『日本書紀』には「尊仏像」とあるのみで「弥勒」とは記されておらず、この「尊仏像」が上記2体の弥勒菩薩像のいずれかに当たるという確証はない。
この他、後の記録であるが、『広隆寺来由記』（明応8年・1499年成立）には推古天皇24年（616年）、坐高2尺の金銅救世観音像が新羅からもたらされ、当寺に納められたという記録がある。また、『日本書紀』には、推古天皇31年（623年、岩崎本では推古天皇30年とする）、新羅と任那の使いが来日し、請来した仏像を葛野秦寺（かどののはたでら）に安置したという記事があり、これらの仏像が上記2体の木造弥勒菩薩半跏像のいずれかに該当するとする説がある。尚、広隆寺の本尊は平安遷都前後を境に弥勒菩薩から薬師如来に代わっており、縁起によれば延暦16年（797年）、山城国乙訓郡（おとくにのこおり）から向日明神（むこうみょうじん）由来の「霊験薬師仏壇像」を迎えて本尊としたという。現在、寺にある薬師如来立像（重要文化財、秘仏）は、弘仁9年（818年）の火災後の再興像と推定される。通常の薬師如来像とは異なり、吉祥天の姿に表された異形像である。

## 木造弥勒菩薩半跏像

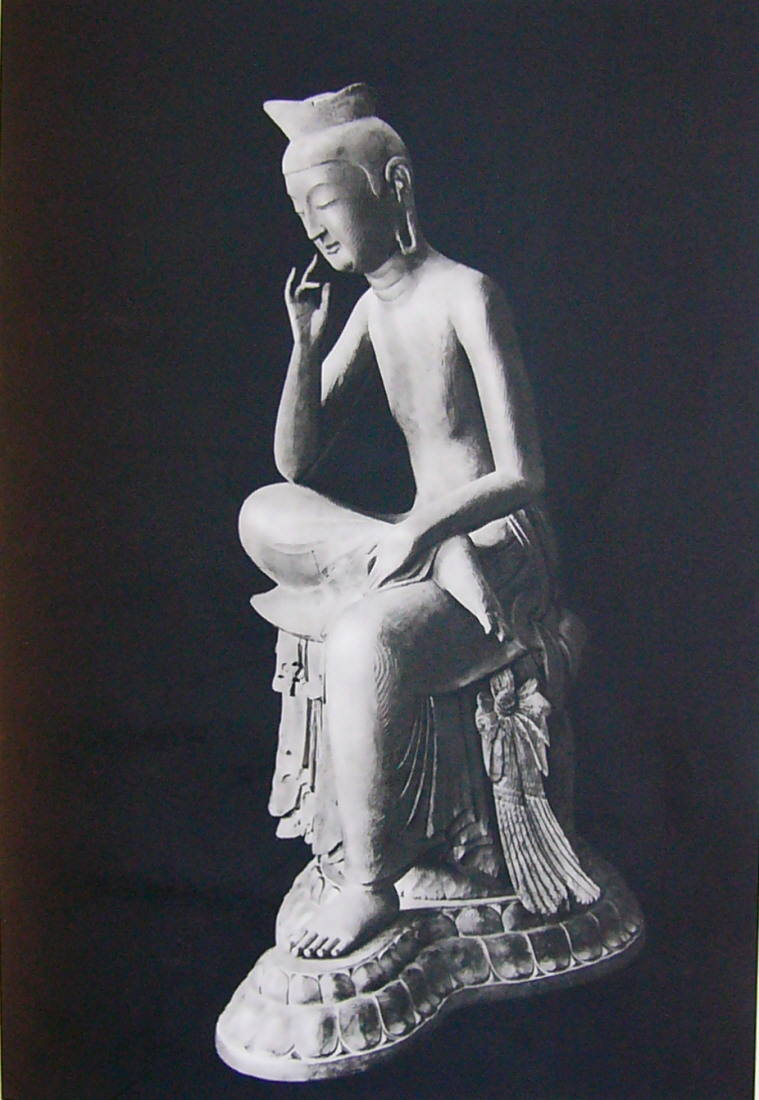
弥勒菩薩半跏像（宝冠弥勒）

国宝。広隆寺に2体ある弥勒菩薩半跏像のうち「宝冠弥勒」と通称される像で、新霊宝殿の中央に安置されている。

### 様式と製作地
像高は123.3センチメートル（左足含む）、坐高は84.2センチメートル。アカマツ材の一木造で右手を頬に軽く当て、思索のポーズを示す弥勒像である。像表面は現状ではほとんど素地を現すが、元来は金箔で覆われていたことが下腹部などにわずかに残る痕跡から明らかである。右手の人差し指と小指、両足先などは後補で、面部にも補修の手が入っている。
製作時期は7世紀とされるが、製作地については作風等から朝鮮半島からの渡来像であるとする説が有力である。日本で製作されたとする仮説、朝鮮半島から渡来した霊木を日本で彫刻したとする仮説があるが定かではない。朝鮮半島からの渡来仏とする説からは、『日本書紀』に記される推古天皇31年（623年）、新羅に請来した仏像がこの像に当たると推察される。
『広隆寺資財交替実録帳』の金堂の項をみると、安置されている仏像の中に2体の「金色弥勒菩薩像」があり、1体には「所謂太子本願御形」、もう1体には「在薬師仏殿之内」との注記がある。「太子本願御形」の像が宝冠弥勒であり、「在薬師仏殿之内」（金堂本尊薬師如来像の厨子内にある）の像が、もう1体の宝髻弥勒にあたると考えられている。

### エピソード
篠原正瑛によれば、ドイツの哲学者カール・ヤスパースがこの像を「人間実存の最高の姿」を表したものであると激賞した。
戦後まもなくの1945年（昭和20年）11月、新100円札の意匠に採用されたが、原図の製版を始めたわずか4日後に、連合国軍最高司令官総司令部（GHQ）から、「暗い顔」「われわれがいつ帰国するか、黙想にふけっているのであろう」などのクレームが入り、印刷に至らなかった。
1960年（昭和35年）8月18日、京都大学の20歳の学生が弥勒菩薩像に触れた際に、像の右手薬指が折れるという事件が起こった。この事件の動機について「弥勒菩薩像があまりに美しかったので、つい触ってしまった」と広まったが、当の学生は直後の取材に対し「実物を見た時"これが本物なのか"と感じた。期待外れだった。金箔が貼ってあると聞いていたが、貼られておらず、木目が出ており、埃もたまっていた。監視人がいなかったので、いたずら心で触れてしまったが、あの時の心理は今でも説明できない」旨を述べている。なお、京都地方検察庁はこの学生を文化財保護法違反の容疑で取り調べたが、起訴猶予処分としている。また、折れた指は拾い集めた断片をつないで復元されており、肉眼では折損箇所を判別することは不可能である。
本像についてしばしば「国宝第1号」として紹介されるが、本像と同じく1951年（昭和26年）6月9日付けで国宝に指定された物件は他にも多数ある。本像の「国宝第1号」とは、国宝指定時の指定書および台帳の番号が「彫刻第1号」であるということである。
切手の意匠になった。
- 1967年（昭和42年）11月1日発売　15円　国宝シリーズ第1集　飛鳥時代
- 1981年（昭和56年）3月16日発売　600円普通切手

## 境内

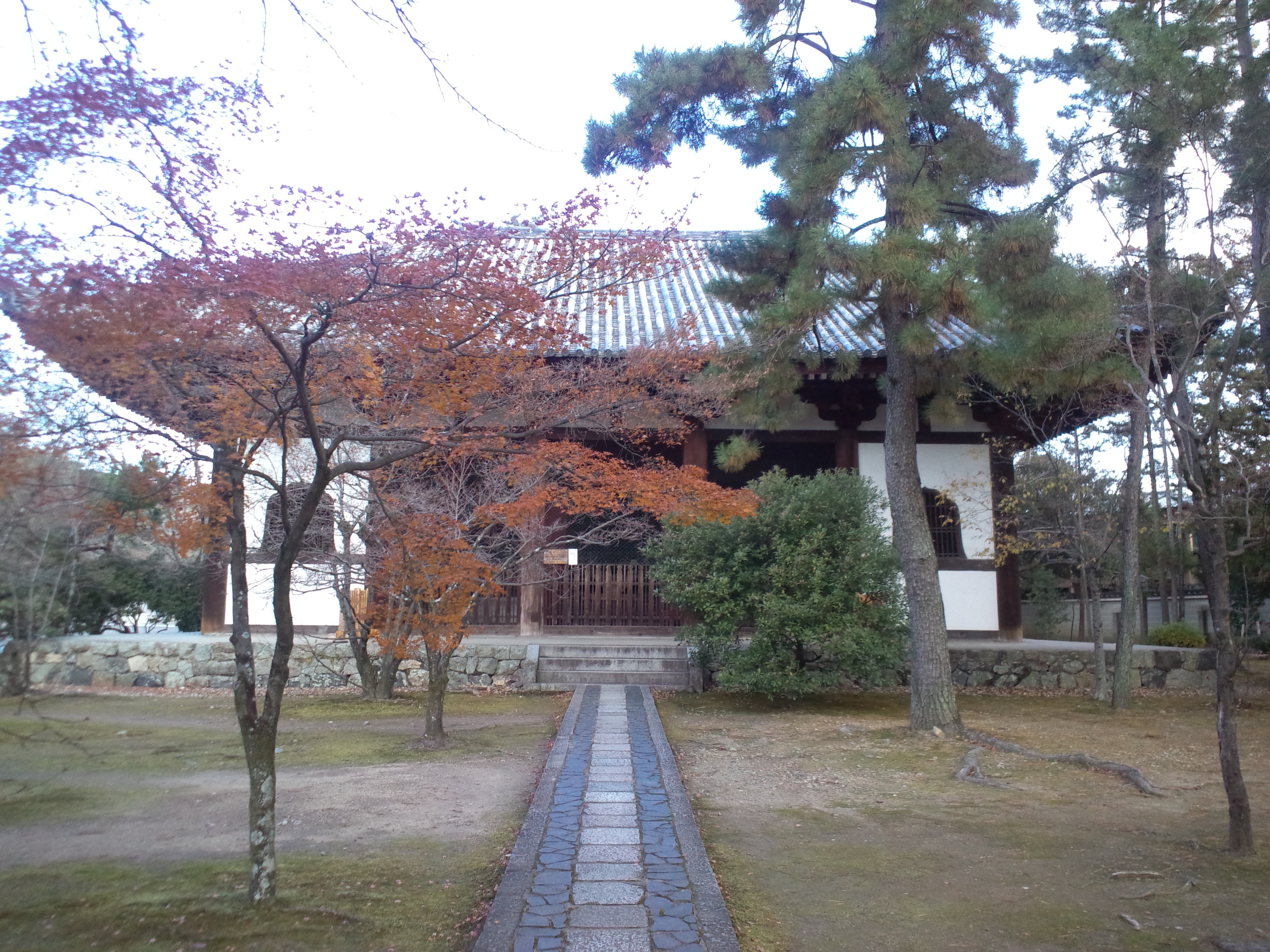
講堂

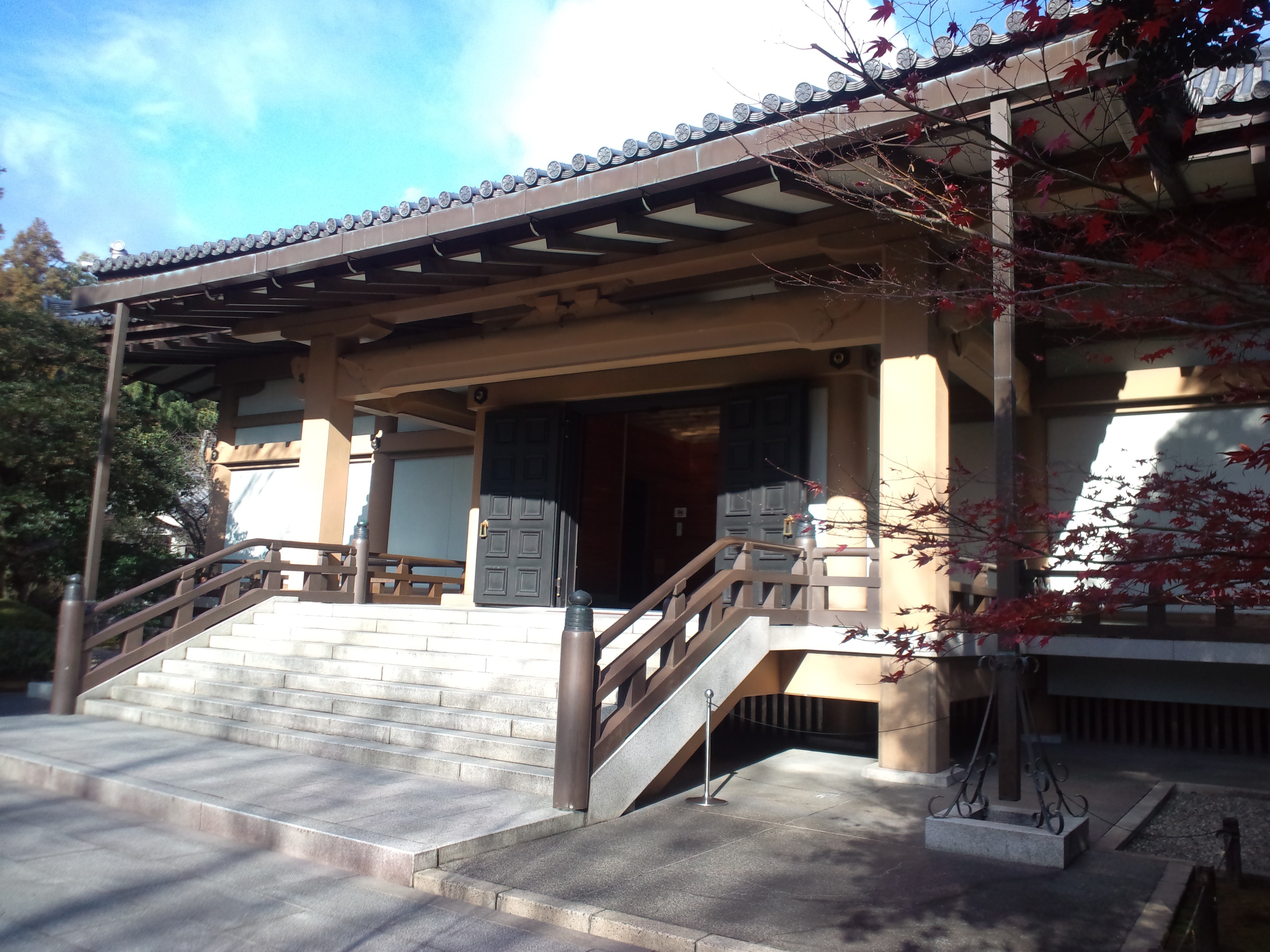
霊宝殿

楼門を入り、参道を進むと、右手に講堂（重要文化財）、左手に薬師堂などがある。参道正面には上宮王院太子殿（本堂）があり、その手前右手に太秦殿（秦河勝を祀る）、左手（西）には書院、北側には霊宝殿がある。書院の西方には桂宮院本堂（国宝）がある。
- 楼門（南大門） - 元禄15年（1702年）建立と伝える。門の両脇には仁王像が安置されている。
- 上宮王院太子殿（本堂） - 享保15年（1730年）建立。入母屋造、檜皮葺きの宮殿風建築である。堂内奥の厨子内には本尊として聖徳太子立像を安置する。1926年（大正15年）6月7日、高松宮宣仁親王が前庭に稚松を手植えた[14]。
  - 木造聖徳太子立像 - 像高148センチメートル。像内に元永3年（1120年）、仏師頼範作の造立銘があり、聖徳太子が秦河勝に仏像を賜った時の年齢である33歳時の像で、下着姿の像の上に実物の着物を着せて安置されている。その着衣は、天皇が即位などの重要儀式の際に着用する黄櫨染御袍（こうろぜんのごほう）で[15]、広隆寺では天皇より贈られたその袍を本像に着せるならわしが平安時代より現代まで続いている[16]。上皇明仁も天皇時代に袍を下賜されており、この像に着せられている[16]。本像は秘仏であり、11月22日のみ開扉される。
- 太秦殿 - 祭神：太秦明神（秦河勝）、漢織女（穴織媛）、呉秦女（呉服媛）。
- 弁天社
- 弁天池
- 本坊
  - 書院
  - 庫裏
  - 持仏堂
  - 表門
- 新霊宝殿 - たんに霊宝殿ともいう。仏像を中心とした広隆寺の文化財を収蔵展示する施設で、1982年（昭和57年）の築。国宝の弥勒菩薩像2体、十二神将像などはここに安置されている。
- 旧霊宝殿 - 新霊宝殿の西隣にある。1922年（大正11年）、聖徳太子1,300年忌を機に建設されたもので、現在は公開されていない。
- 桂宮院本堂（国宝） - 奥の院。境内の西側、塀で囲まれた一画にあり、聖徳太子が建てた楓野別宮（かえでのべつぐう）が起こった所とされる。聖徳太子像を祀る堂で法隆寺夢殿と同じ八角円堂であるが、建築様式的には純和様で檜皮葺きの軽快な堂である。正確な建造年は不明であるが、建長3年（1251年）、中観上人澄禅による当堂建立のための勧進帳があることから、おおむねその頃の建立と推定される。堂内の八角形の厨子も堂と同時代のもので、国宝の附（つけたり）として指定されている。本尊の聖徳太子半跏像（鎌倉時代、重要文化財）は霊宝殿に移されている。建物は原則として非公開となっている。
- 講堂（赤堂、重要文化財） - 永万元年（1165年）再建。正面5間、側面4間、寄棟造、本瓦葺き。瓦銘や近世の絵図によれば元は「金堂」と呼ばれていた[17]。京都市内に残る数少ない平安建築の一つであるが、永禄年間（1558年 - 1570年）に改造を受け、近世にも修理を受けていて、建物の外観や軒回りには古い部分はほとんど残っていない。堂内は敷瓦を敷いた土間とし、正面柱間は中央3間を吹き放し（壁や建具を入れない）、左右端の間は花頭窓入りの土壁とする。堂内には平安時代の様式が見られ、身舎（もや）は梁行方向に虹梁（こうりょう）を2段に掛け、板蟇股（いたかえるまた）を置いた二重虹梁蟇股とし、天井板を張らない化粧屋根裏とする点が特色である。内陣には中央に本尊阿弥陀如来坐像（国宝）、向かって右に地蔵菩薩坐像（重要文化財）、左に虚空蔵菩薩坐像（重要文化財）を安置する。一般拝観者の入堂はできず、堂外からの拝観になる。
- 鐘楼
- 地蔵堂 - 「腹帯地蔵」と通称される木造地蔵菩薩坐像を安置する。本像は平安時代後期の作で、像高275.8センチメートル[18]。
- 能楽堂
- 薬師堂 - 木造薬師如来立像（平安時代前期、像高101.3センチメートル）を安置する。通常の薬師如来像と異なり、女神の吉祥天像のような像容に造られた吉祥薬師像である[19]。

## 文化財

### 国宝

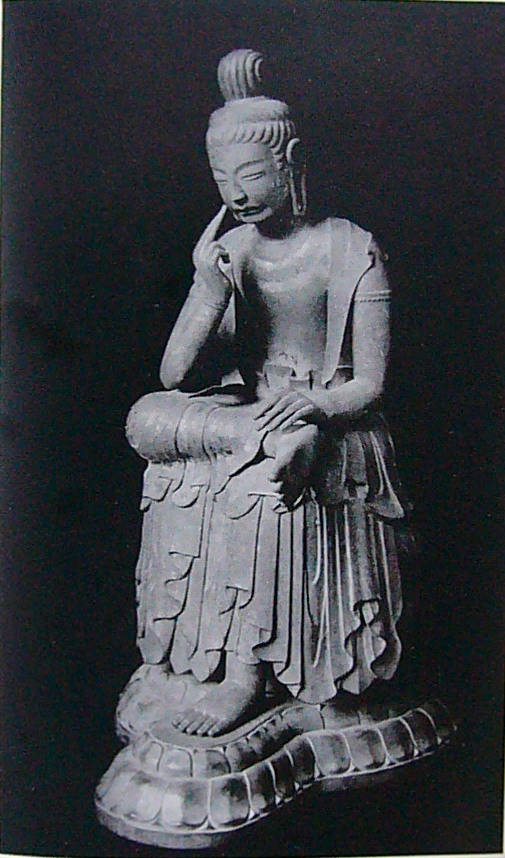
木造弥勒菩薩半跏像（泣き弥勒）

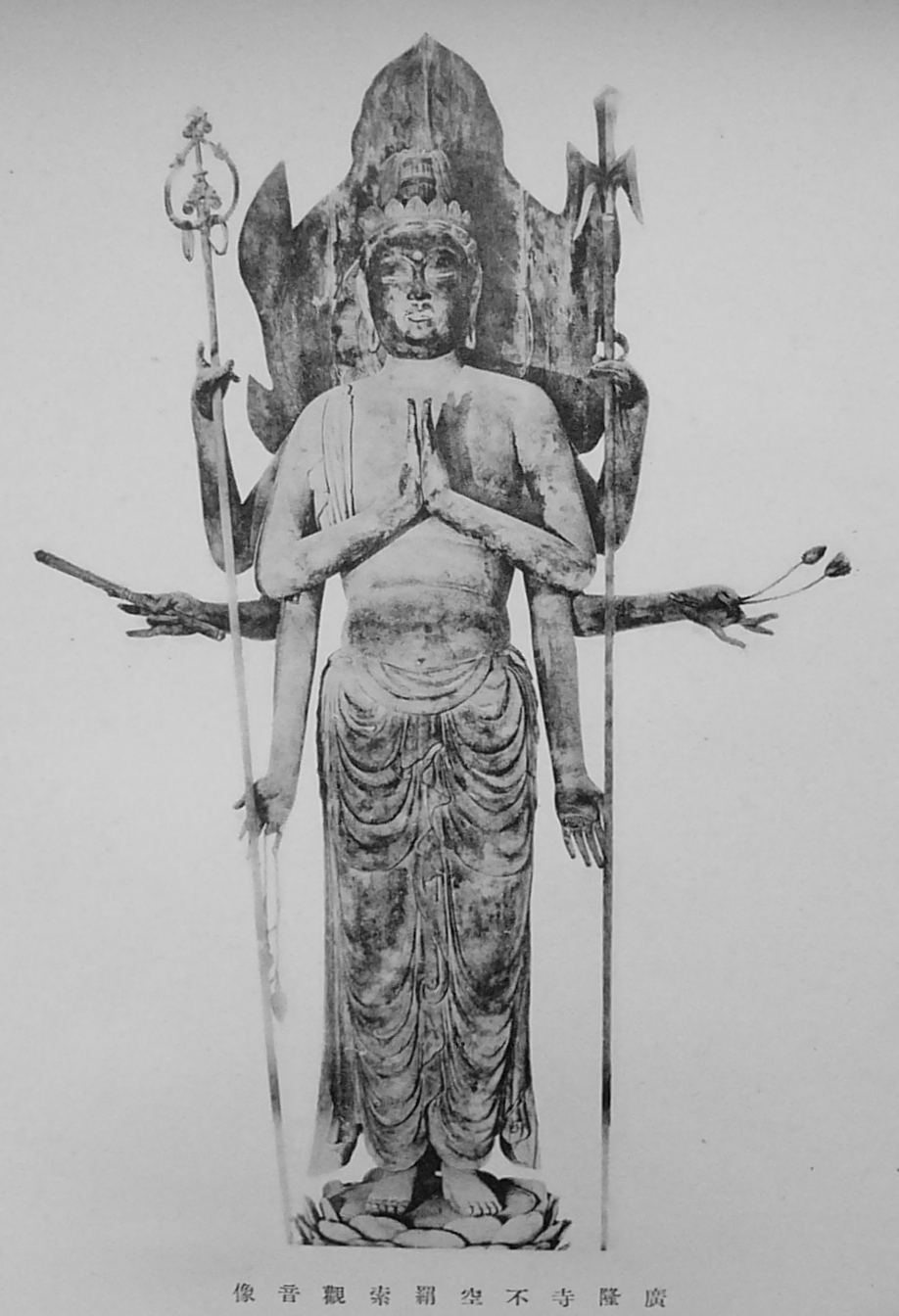
木造不空羂索観音立像

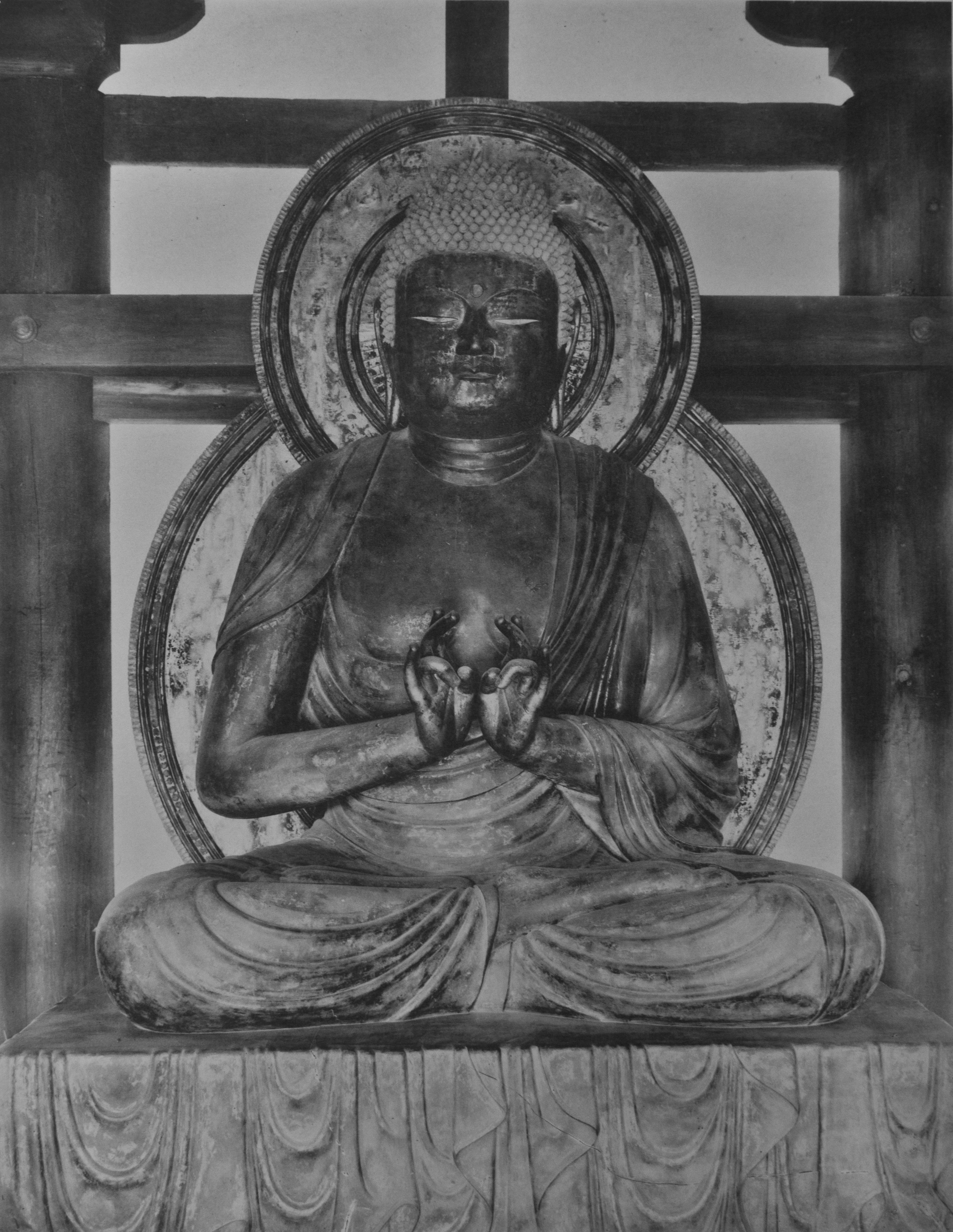
木造阿弥陀如来坐像

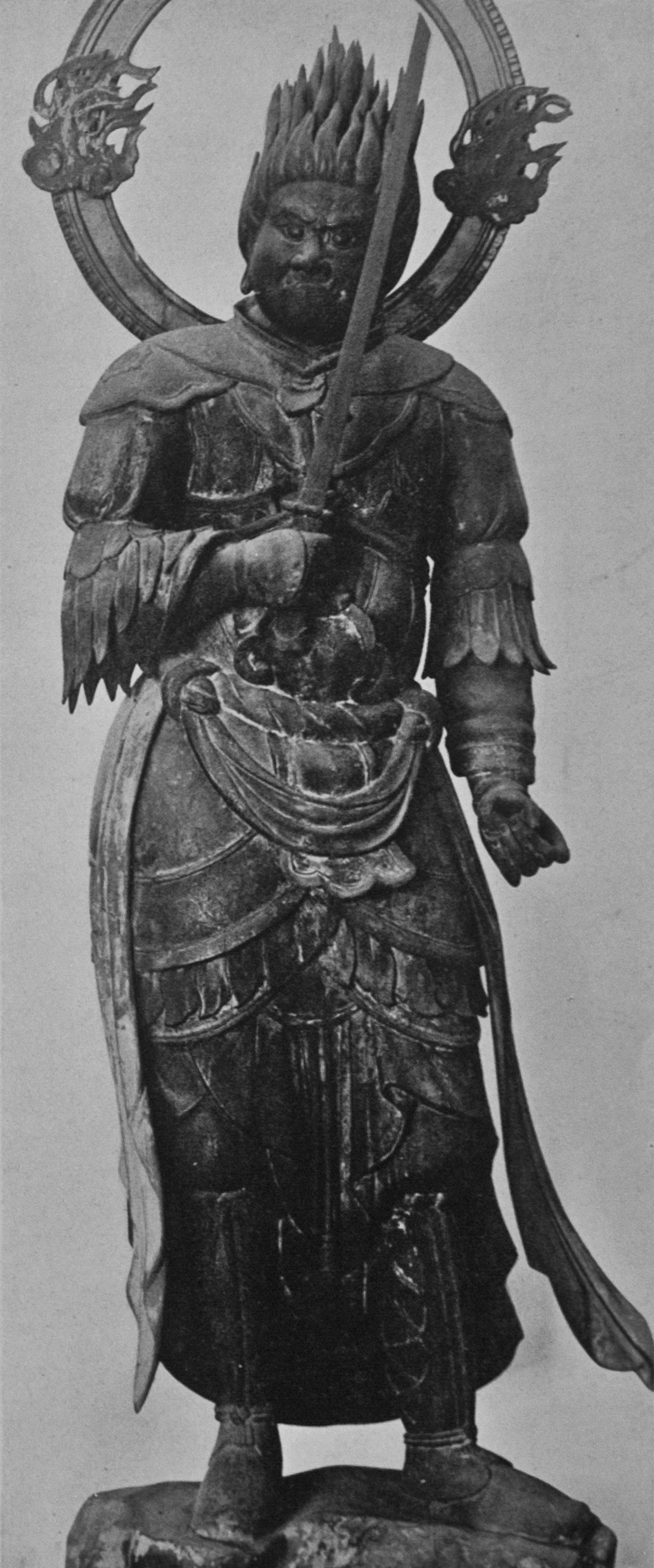
木造十二神将立像のうち珊底羅（宗藍羅）像

- 桂宮院本堂（けいきゅういんほんどう） 附：厨子
- 木造弥勒菩薩半跏像（通称「宝冠弥勒」） - 解説は既述。
- 木造弥勒菩薩半跏像（通称「泣き弥勒」） - 霊宝殿に安置。像高90センチメートル（左足含む）、坐高66.4センチメートル。「宝冠弥勒」と同様のポーズをとる、像高はやや小さい半跏像である。朝鮮半島には現存しないクスノキ材製であるところから、7世紀末から8世紀初頭頃の日本製と見られるが異説もある。沈うつな表情で右手を頬に当てた様子が泣いているように見えることから「泣き弥勒」の通称がある。
- 木造阿弥陀如来坐像 - 講堂本尊。像高261.5センチメートル。両手を胸前に上げ、説法印を結ぶ。『資財帳』および『実録帳』の講堂の項に「故尚蔵永原御息所願」とある像に該当し、承和年間（840年頃）の作とみられる。永原御息所とは淳和天皇女御の永原原姫である。巨大なヒノキの一材から頭・体の根幹部を彫出し、像表面には厚く木屎漆を盛り上げて整形している。二重円相の光背と裳懸座は一部に後補があるものの、当初のものを残している。[20]
- 木造不空羂索観音立像 - 像高313.6センチメートル。霊宝殿に安置。新霊宝殿が開館するまでは講堂外陣の東北隅にあった。奈良時代末 - 平安時代初期（8世紀末 - 9世紀初）の作。『実録帳』の金堂の項に「本自所奉安置」（弘仁9年・818年の広隆寺の火災以前から安置されていた、の意）として7体の仏像が列挙されているが、そのうちの「不空羂索菩薩檀像」とあるものに該当する。
- 木造千手観音立像 - 像高266.0センチメートル。霊宝殿に安置。新霊宝殿が開館するまでは講堂外陣の西北隅にあった。もと講堂に安置され、現在は霊宝殿に安置。平安時代初期、9世紀の作。
- 木造十二神将立像 - 像高は113 - 123センチメートル。霊宝殿に安置。『広隆寺来由記』によれば、康平7年（1064年）、仏師長勢の作。長勢は定朝の弟子にあたる。12体の作風はいくつかのグループに分かれ、12体すべてが長勢の作とはみなしがたい。片目をつぶり、矢の調整をしているさまを巧みに表現した安底羅大将像など数体が長勢の作に帰されている。12体の像名は以下のとおり（玄奘訳『薬師経』による名称。括弧内は広隆寺で用いている表記。）。宮毘羅大将（金毘羅）、伐折羅大将（和耆羅）、迷企羅大将（弥佉羅）、安底羅大将（安底羅）、頞儞羅大将（摩尼羅）、珊底羅大将（宗藍羅）、因達羅大将（因陀羅）、波夷羅大将（婆耶羅）、摩虎羅大将（摩虎羅）、真達羅大将（真陀羅）、招杜羅大将（昭頭羅）、毘羯羅大将（毘伽羅）。
- 広隆寺縁起資財帳
- 広隆寺資財交替実録帳

### 重要文化財
- 講堂
- 絹本著色三千仏図
- 絹本著色十二天像
- 絹本著色准胝仏母図
- 紙本著色能恵法師絵詞
- 木造虚空蔵菩薩坐像（所在講堂）
- 木造地蔵菩薩坐像（所在講堂）
- 木造薬師如来立像 - 秘仏。11月22日のみ開扉。
- 塑造弥勒仏坐像
- 木造大日如来坐像（像高95.5センチメートル、1917年重文指定）
- 木造大日如来坐像（像高74.5センチメートル、1927年重文指定）
- 木造阿弥陀如来立像（もと桂宮院本堂安置）
- 木造五髻文殊菩薩坐像
- 木造聖観音立像
- 木造千手観音坐像 - 像内に□（寛）弘□（九）年四月十四日開眼の銘がある（寛弘9年は1012年）
- 木造如意輪観音半跏像（もと桂宮院本堂安置）
- 木造日光・月光菩薩立像
- 木造地蔵菩薩立像（埋木地蔵）
- 木造菩薩立像
- 木造不動明王坐像
- 木造毘沙門天立像
- 木造持国天・増長天・広目天立像[21]
- 木造多聞天立像
- 木造吉祥天立像（像高184.5センチメートル、1917年重文指定）
- 木造吉祥天立像（像高168.0センチメートル、1917年重文指定）
- 木造吉祥天立像（像高164.6センチメートル、1902年重文指定）
- 木造吉祥天立像（像高142.2センチメートル、1917年重文指定）
- 木造吉祥天立像（像高106.8センチメートル、1938年重文指定）
- 木造聖徳太子半跏像（もと桂宮院本堂安置）
- 木造蔵王権現立像（像高100.4センチメートル、1938年重文指定）
- 木造蔵王権現立像（像高96.4センチメートル、1938年重文指定）
- 木造神像（伝秦河勝像）
- 木造女神（にょしん）坐像（伝秦河勝夫人像）
- 鉄鐘 - 建保五年（1217年）銘

※重要文化財の仏像のうち、虚空蔵菩薩坐像・地蔵菩薩坐像以外は霊宝殿に安置。

## 牛祭

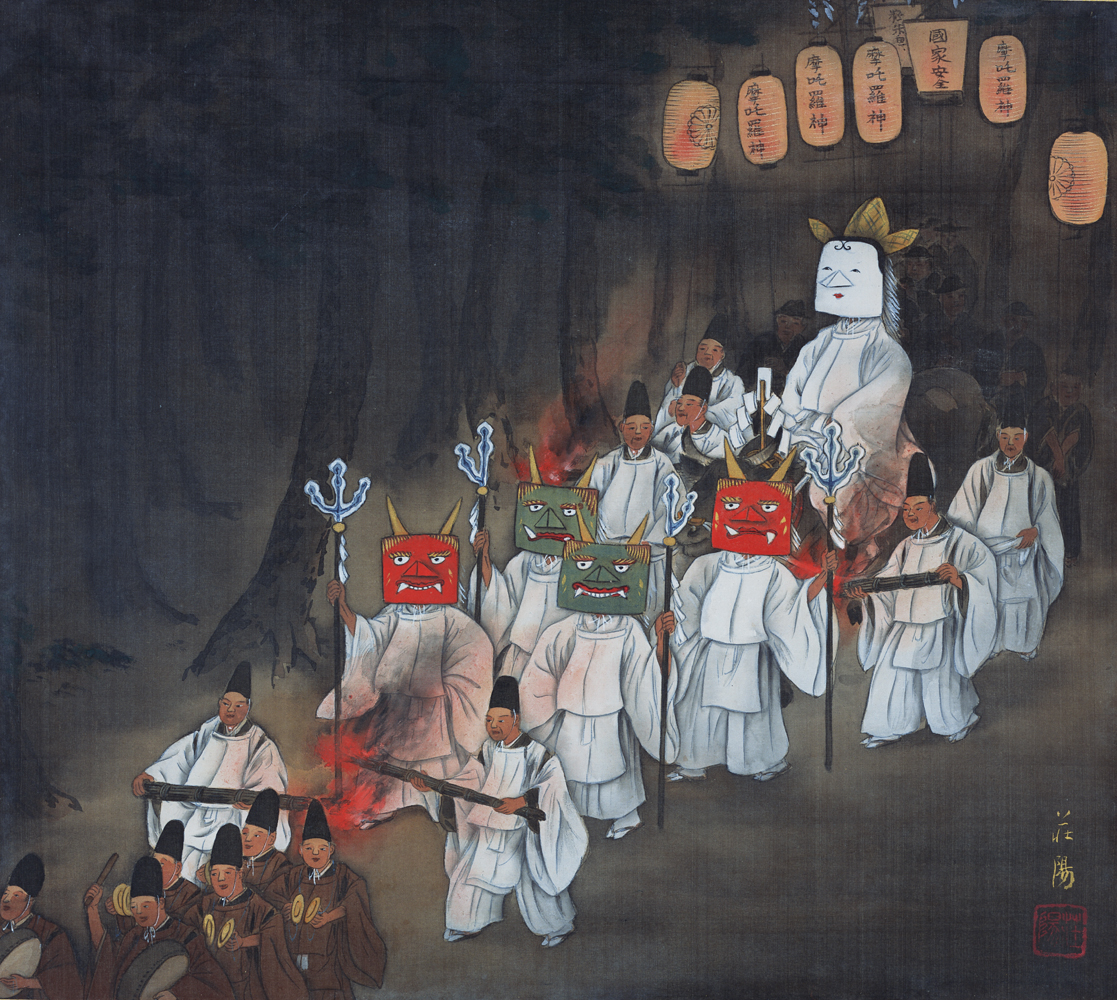
牛祭（都年中行事画帖 1928年）

太秦の牛祭（うしまつり）は京の三大奇祭の一つに挙げられる。明治以前は旧暦9月12日の夜半、広隆寺の境内社であった大酒神社の祭りとして執り行われていた。1877年（明治10年）に一度中断したが1887年（明治20年）に復興を遂げ、以来広隆寺の祭りとして新暦10月12日に行われるようになった。その後中断と復興を繰り返すようになり、2003年（平成15年）を最後に休止したままである。
『京太秦広隆寺大略縁起』によれば、三条天皇の御代、長和元年9月11日に比叡山の恵心僧都（源信）が声明念仏を行なっていたところ、仏法の守護神である摩多羅神から「この法会は末世まで絶やしてはならない」と夢のお告げがあり、恵心は翌日の12日に祭文を書き、摩多羅神の祭祀（「祭礼無双の儀式」と本文中では呼ばれる）を行った。その祭祀は、神主が牛に乗っているので「牛祭」と呼ばれるようになったという。祭文の意趣は、神明の威風によって年中の災禍を払い、天下を太平にし、君は長寿を得、民を安穏とするというものである、と説明される。
『都名所図会』によれば、毎年9月12日の夜、戊の刻に牛祭の神事があり、広隆寺の僧侶5人が五尊の形を表し、異形の面をかけ、風流の冠を着し、太刀を侃き、一人は幣を掲げて牛に乗り、4人は前後を囲み、従者は松明をふり立て、行列をなして本堂の傍から後ろにまわり、西側から祖師堂の前の檀上に登り祭文を読んだという。祭文の文法は古代のもので奇怪であったため、耳を驚かさない人はいなかったという。

### 牛祭の祭文
祭文は寺が所蔵する巻物や諸書によって多少の異同があり、中でも最も詳しい史料は岸本由豆流校訂「太秦牛祭画巻」（版本、京都府資料館蔵）である。宣命体で書かれた原文を、喜田貞吉が仮名交り文に直したものを以下に記す。

## 京都市の工事での振動による建物損傷問題
京都市が、広隆寺に隣接して建てられていた右京区役所を移転の上、留学生寮を建設するため、旧右京区役所の解体工事を2009年（平成21年）3月から開始した。ところが、この工事による振動で、地蔵堂と薬師堂の壁などに10ヵ所以上にわたりヒビが入るようになったとして、広隆寺が京都市を相手取り、同年8月5日に京都簡裁に、工事手順の改善や、土地利用の具体的な条件設定などを求める調停を申し立てた。一方で、京都市側も広隆寺に対し、工事妨害の禁止を求め、京都地裁に同年12月5日に仮処分を申し立てたが、翌2010年1月12日に取り下げ。また、広隆寺側も、同年1月に工事続行禁止を求める仮処分を京都地裁に申し立てたものの却下され、大阪高裁に抗告中である。こうした中、京都市は2010年（平成22年）2月5日から地上部分の解体工事を特別抗告の結果を待たずに再開した。市側は、振動を軽減する改良を行ったとしているが、広隆寺側は強く反発している。

## 前後の札所
聖徳太子霊跡
23 大安寺　-　24 広隆寺　-　25 頂法寺（六角堂）

## 交通アクセス

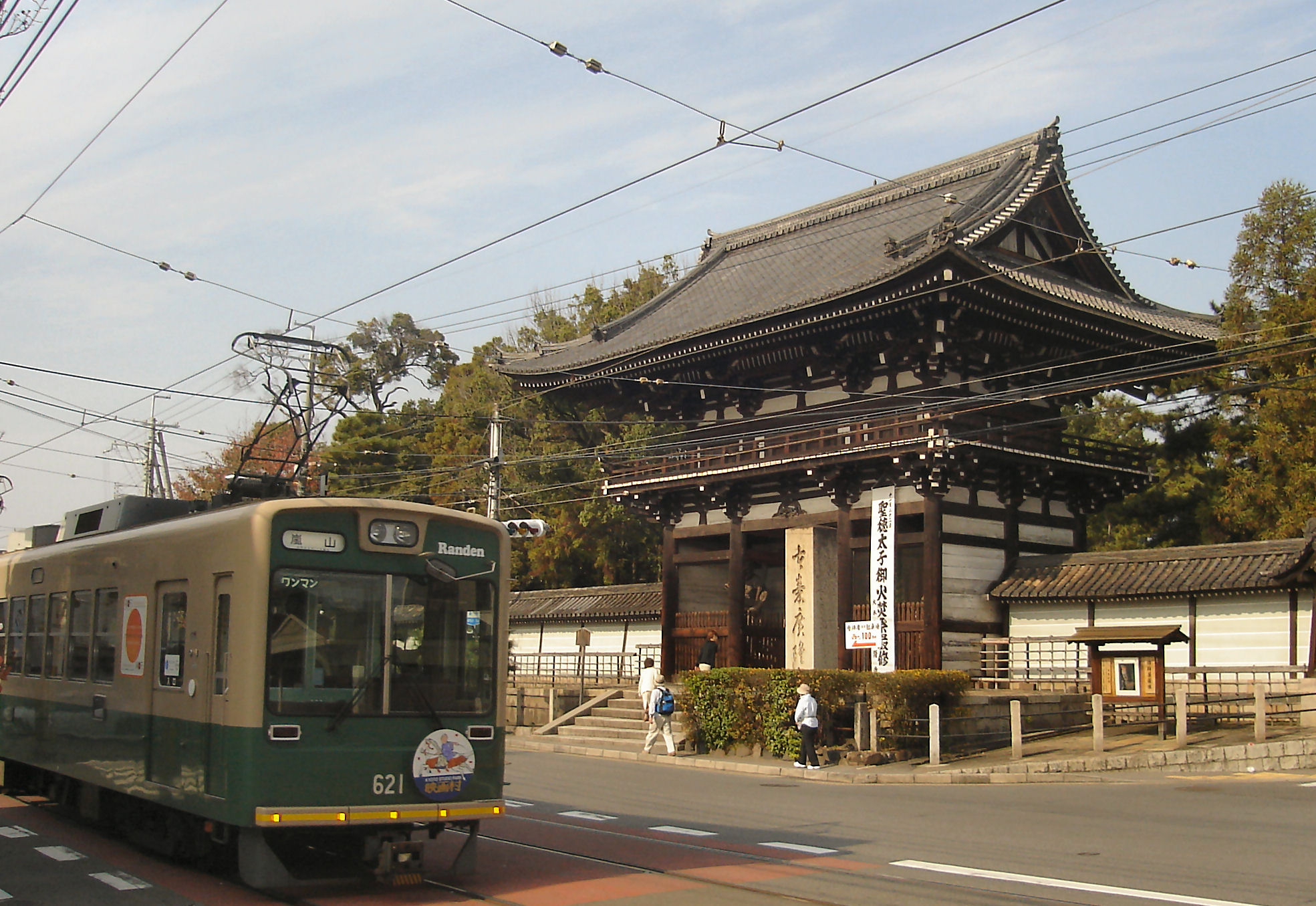
楼門と嵐電

京福電気鉄道嵐山本線（嵐電） 太秦広隆寺駅 駅前
霊宝殿の拝観は有料。桂宮院本堂は非公開。